# Orchestina sedotmikha
Orchestina sedotmikha là một loài nhện trong họ Oonopidae.
Loài này thuộc chi Orchestina. Orchestina sedotmikha được Michael Saaristo miêu tả năm 2007.